# Kỳ đà vân
Kì đà vân (danh pháp hai phần: Varanus bengalensis) là loài kỳ đà cỡ lớn, phân bố rộng rãi ở khu vực Đông Nam Á. Loài này có chiều dài cơ thể từ đầu mũi đến cuối đuôi có thể lên đến 175 cm.

## Phân bố và môi trường sống
Kì đà vân phân bố từ Iran đến Java. Có thể gặp chúng ở các thung lũng dọc các con sông ở miền đông Iran, Afghanistan, Pakistan, India, Nepal, Sri Lanka, Bangladesh và Myanma.
Kì đà vân sống chủ yếu ở độ cao dưới 1.500 m so với mặt nước biển, trong môi trường bán hoang mạc khô lẫn các khu rừng ẩm.

## Phân loài
Một phân loài của kì đà vân có danh pháp hai phần là Varanus bengalensis nebulosus xuất hiện ở Myanma, Việt Nam, Campuchia, Thái Lan, Malaysia, Indonesia. Tại Việt Nam, phân loài này phân bố ở Quảng Trị, Thừa Thiên - Huế, Gia Lai, Đắc Lắc, Kiên Giang (Phú Quốc), Bà Rịa - Vũng Tàu (Côn Đảo). Kì đà vân có thân màu vàng xám, rải rác có các đốm vàng nhỏ ở lưng có nhiều vết xám to xếp theo chiều ngang, nhưng những vết này không rõ ở đuôi. Thức ăn của phân loài này là sâu bọ, ếch nhái, thằn lằn, chim và thú nhỏ. Kì đà vân cái đào hố đẻ trứng vào mùa mưa, số lượng khoảng 24 quả.

## Thư viện ảnh

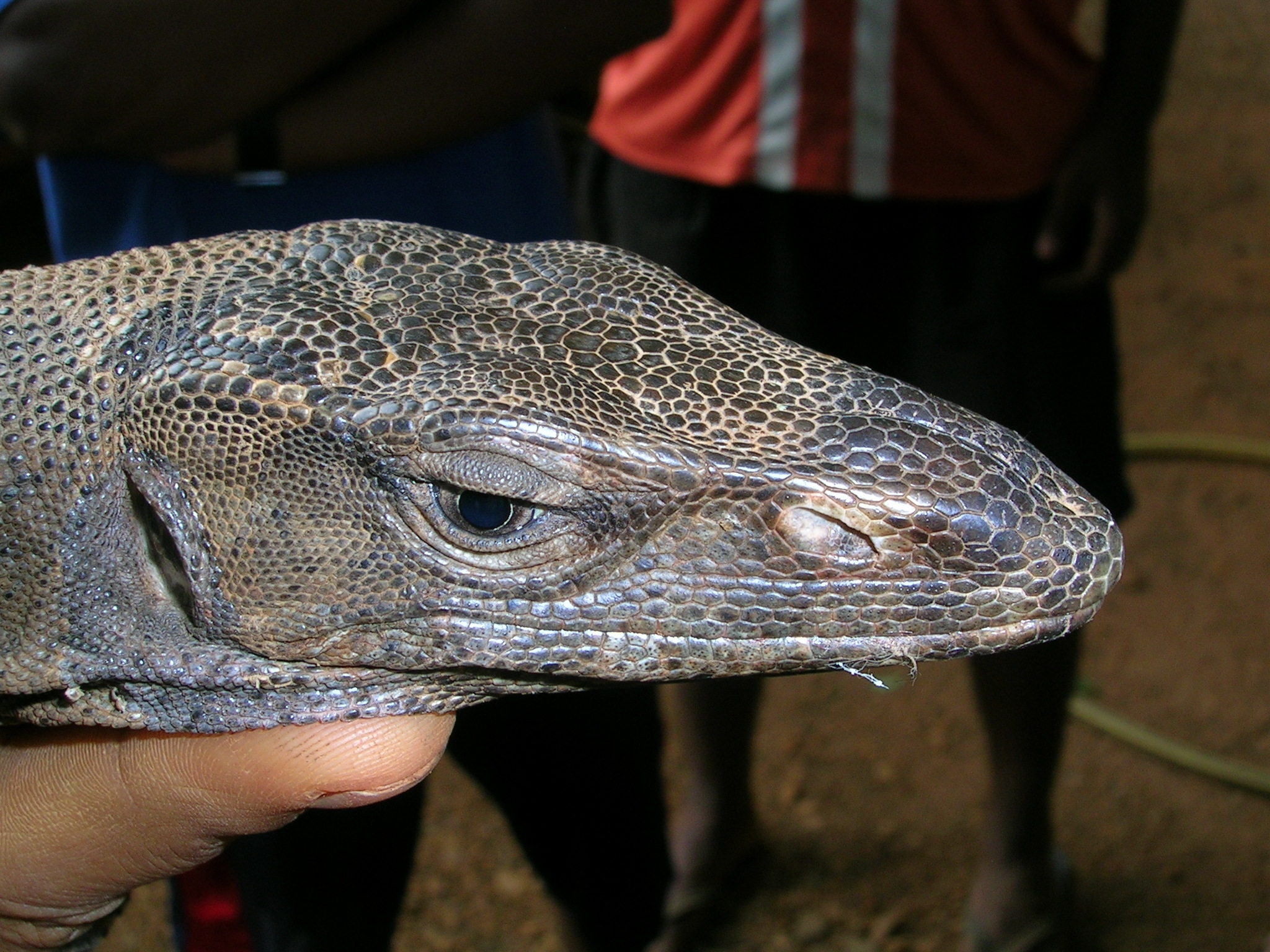
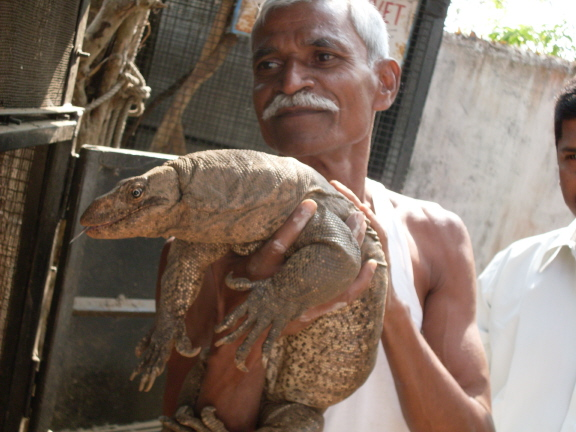
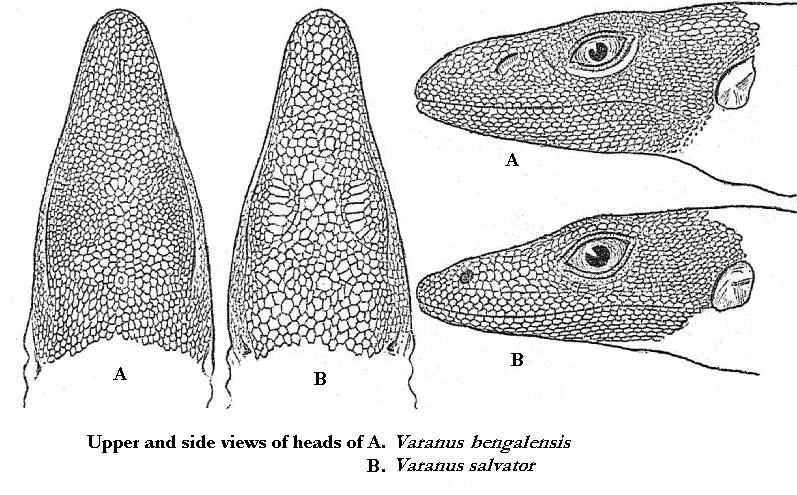
Đầu của các loài kì đà
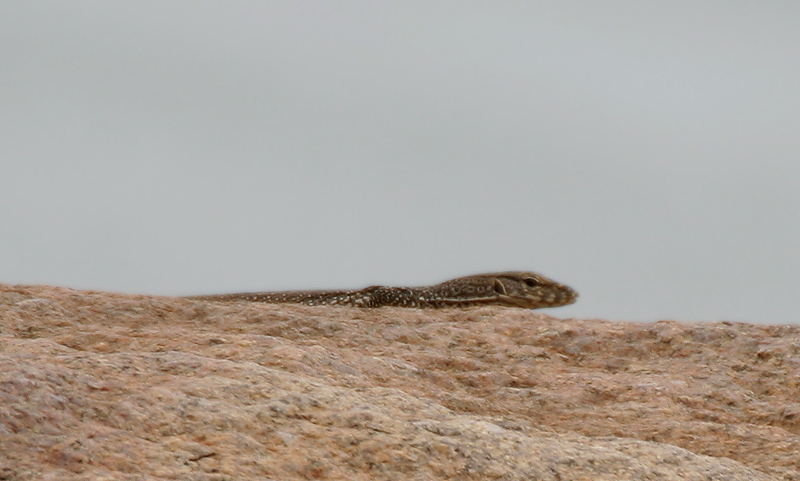
Kì đà vân ở Hyderabad, Ấn Độ.